# Philasterida

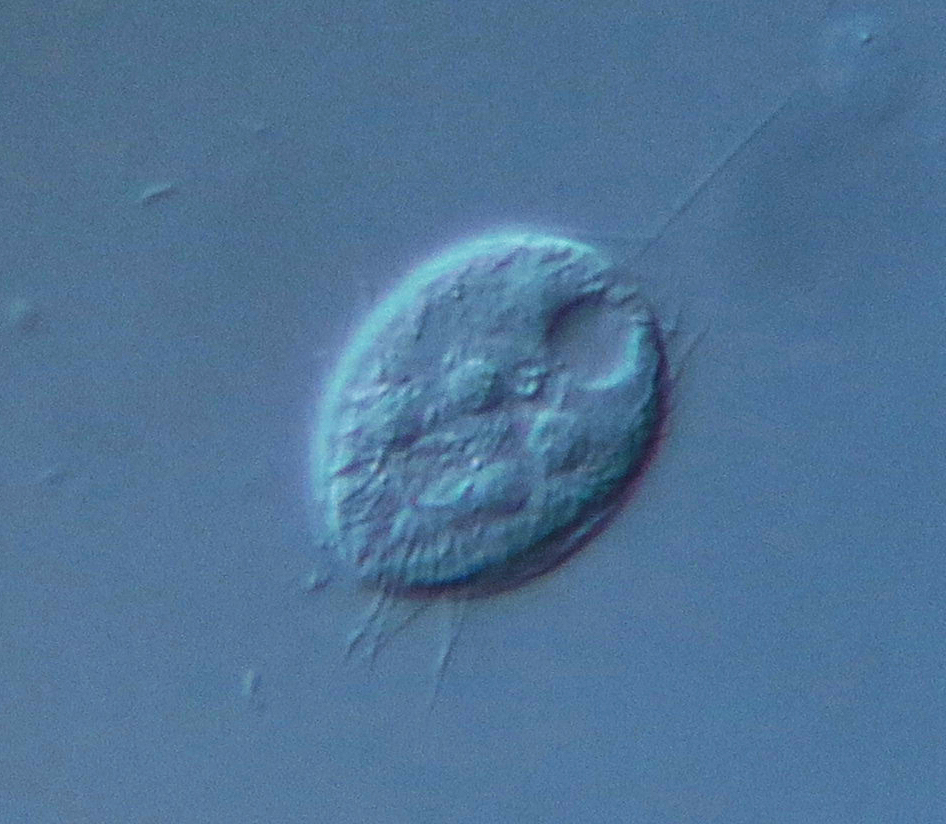
Platynematum sociale (Famille Cinetochilidae)

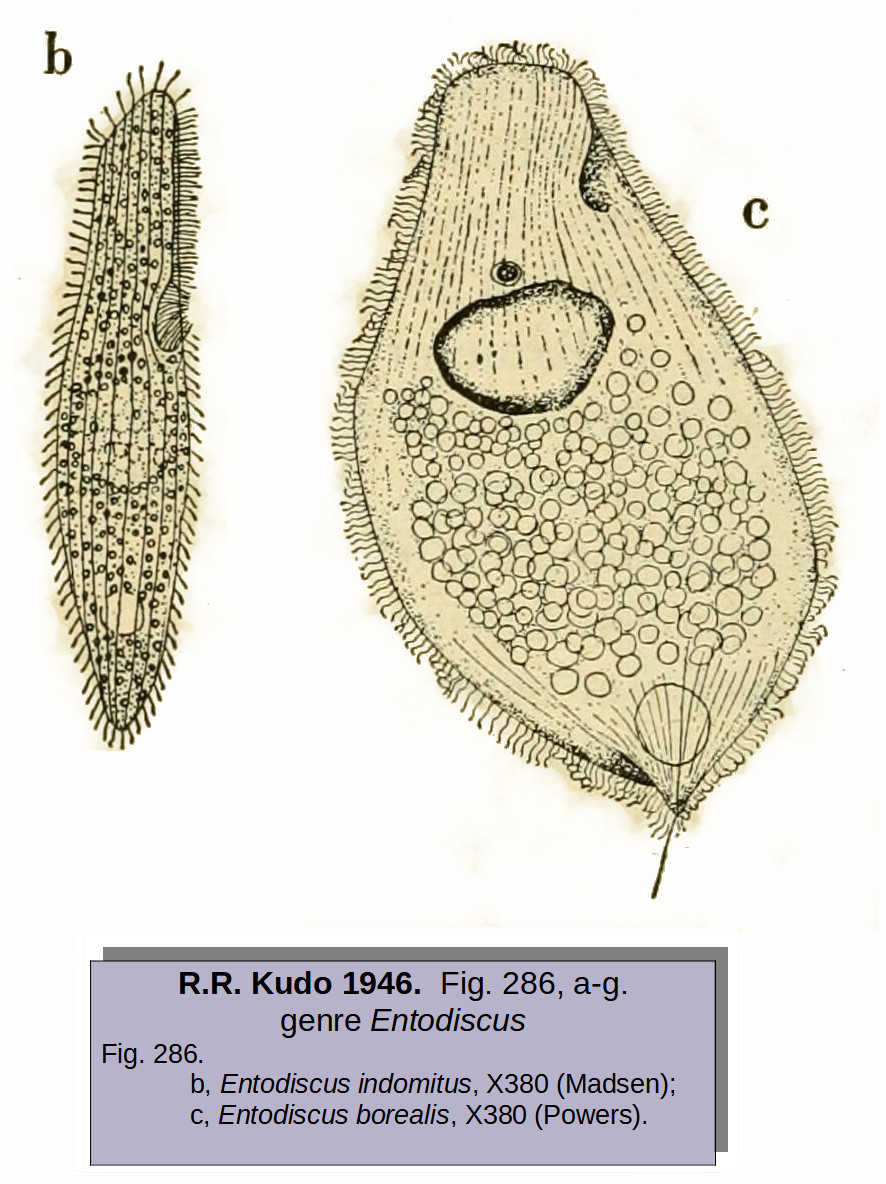
b: Entodiscus indomitus,
c: Entodiscus borealis.
Familie Entodiscidae. Illustration (1946)

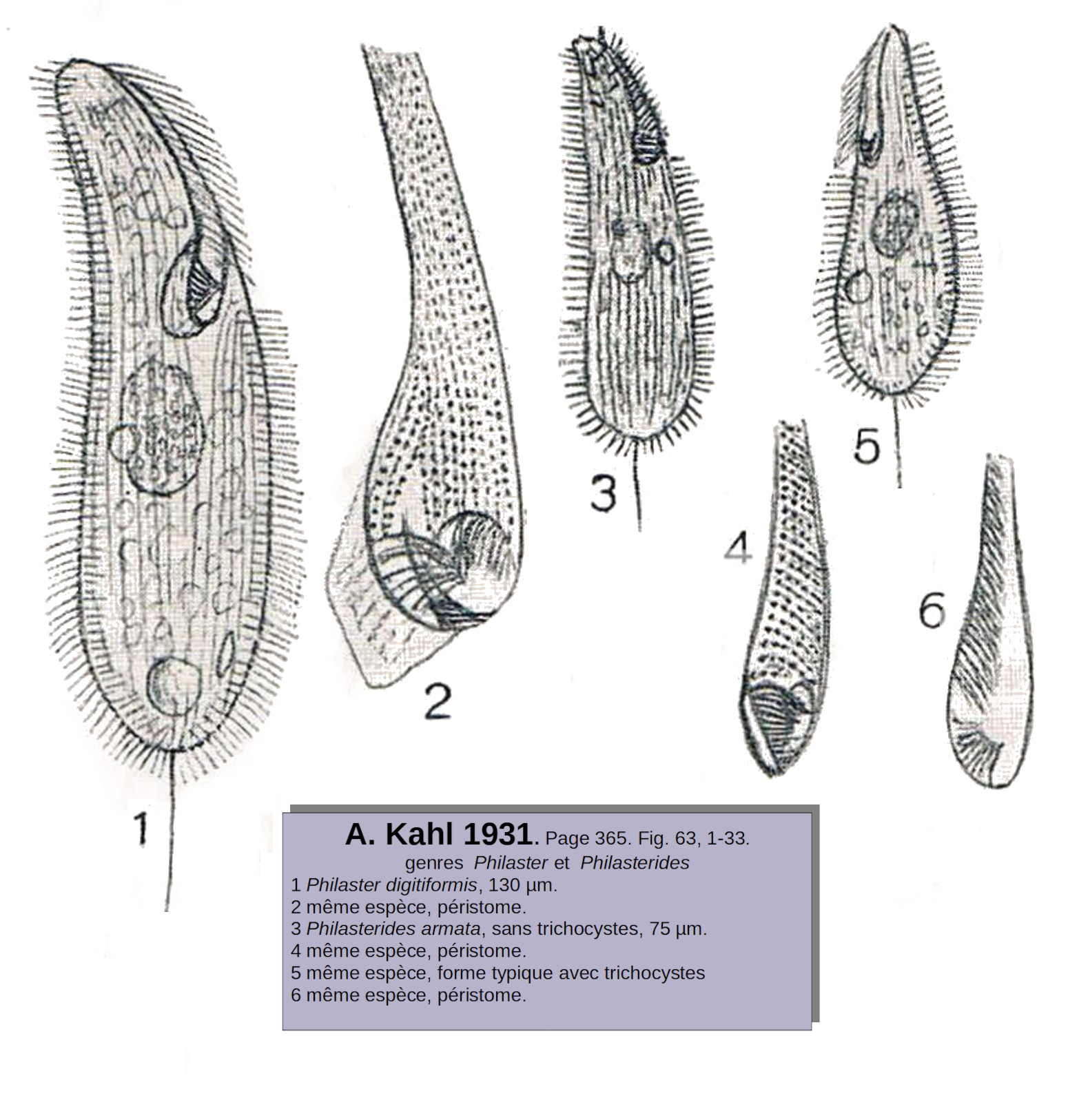
1 & 2: Philaster digitiformis,
3 – 6: Philasterides armata
Familie Philasteridae. Illustration (1931)

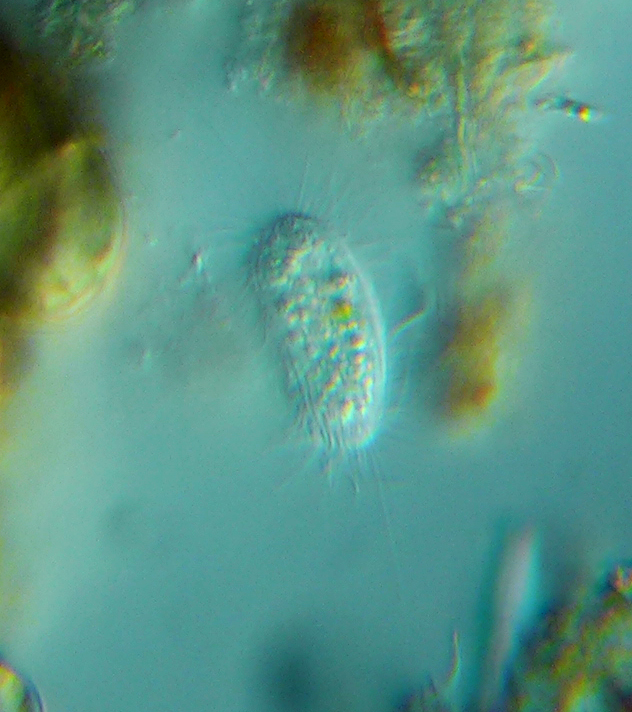
Uronema nigricans (Famille Uronematidae)

Philasterida (Philasteriden) ist eine Ordnung (Biologie) von Wimpertierchen (Ciliophora) in der Unterklasse Scuticociliatia der Klasse Oligohymenophorea.

## Beschreibung
Die Ordnung Philasterida zeichnet sich durch eine kurze Paroralmembran (mit reduzierten „a“- und „c“-Segmenten) aus. Die für Mitglieder der Scuticociliatia charakteristische Scutica, liegt hinter der Paroralmembran.
Die zahlreichen Arten der Ordnung leben vor allem in brackigen oder marinen Lebensräumen (einschließlich Sand).
Einige Arten leben als Parasiten, andere als Kommensalen in Seeigeln, Mollusken, Polychaeten und anderen Wirten.

## Parasitismus
Erkrankungen von Wirbeltieren und Wirbellosen durch Infektion mit parasitischen Wimpertierchen der Scuticociliatia (und insbesondere der Philasterida) werden allgemein als Scuticociliose (englisch scuticociliatosis) bezeichnet.
Einige der von parasitischen Philasterida hervorgerufenen Scuticociliosen sind:
- die Korallen-RTN (englisch Coral Rapid Tissue Necrosis), hervorgerufen durch Philaster lucinda und Philaster guamense (auch Philaster guamensis geschrieben). Möglicherweise „stehlen“ die Wimpertierchen den Korallen auch ihre Zooxanthellen.
- Scuticociliose von Fischen, dokumentiert bei Kugelfischen der Spezies Takifugu rubripes, hervorgerufen durch Philaster apodigitiformis.
- Diademseeigel-Scuticociliose (DSc) mit Massensterben der Spezies Diadema setosum (Gewöhnlicher Diademseeigel), Diadema antillarum (Atlantischer Diademseeigel) und Echinothrix calamaris (Kalmar-Diademseeigel). Im Fall von D. antillarum wird die Krankheit auch als D.-antillarum-Scuticociliose (DaSc) bezeichnet.
- Fisch-Scuticociliose beim Steinbutt (Scophthalmus maximus, englisch turbot), der Japanischen Flunder (Paralichthys olivaceus, engl. olive flounder), der Feinflunder (Paralichthys adspersus, engl. fine flounder), dem Großen und Kleinen Fetzenfisch (Phycodurus eques bzw. Phyllopteryx taeniolatus) und verschiedenen Seepferdchenarten (Knochenfische vorwiegend aus Aquakultur oder Aquarien), aber auch Haien; Erreger: Philasterides dicentrarchi.
- Fisch-Scuticociliose ebenfalls bei Seepferdchen und Zuchtfischen (Knochenfische), sowie bei Haien; hervorgerufen durch Miamiensis avidus.

## Systematik
Die Ordnung Philasterida, die über 70 Gattungen umfasst, ist die umstrittenste Gruppe der Scuticociliatia.
In der Revision von Corliss 1979 wurden die Philasterida in 12 Familien unterteilt (Corliss, 1979), während sie in der Revision von Lynn 2008 in 16 Familien unterteilt wurden (Lynn, 2008).
Um die evolutionären Beziehungen zwischen den Philasterida weiter zu untersuchen, wurden in den Jahren danach zunehmend molekularphylogenetische Analysen auf der Grundlage von SSU-rDNA-Sequenzen durchgeführt (Foissner et al. 2009, Gao et al. 2010, Li et al. 2010, Miao et al. 2009, Yi et al. 2009, Zhang et al. 2010, Zhang et al. 2011).
Da jedoch molekulare und morphologische Interpretationen im Widerspruch zueinander standen bleiben die Beziehungen zwischen den meisten Familien der Philasterida ungeklärt: Wimpertierchen, die derselben Familie mit ähnlichen oralen Strukturen zugeordnet wurden, befanden sich in getrennten molekularen Kladen. Umgekehrt fielen Wimpertierchen, die verschiedenen Familien mit unterschiedlichen oralen Merkmalen zugeordnet werden, manchmal in dieselbe molekulare Klade.
Die SSU-rRNA ist eine reichhaltige Quelle für phylogenetische und taxonomische Merkmale, und daher ist ihre Sequenzierung eine bedeutende Methode für die evolutionäre Rekonstruktion, die auch viel Licht in die Phylogenie der Scuticociliatia gebracht hat, auch wenn zunächst innerhalb dieser Gruppe noch eine Reihe von Unsicherheiten bestehen blieben (Stand 2012), was weitere Untersuchungen erforderlich macht.
Die folgende Systematik benutzt taxonomische Rangstufen gemäß World Register of Marine Species (WoRMS) und National Center for Biotechnology Information (NCBI),
Gattungen sind nur auszugsweise wiedergegeben (Stand vom 21. Oktober 2024):
Ordnung Philasterida Small, 1967(e,G,N,W)
- Familie Cinetochilidae Perty, 1852(e,L,N,T,W) mit
  - Gattung Cinetochilum Perty, 1849(N,W) u. a.
- Familie Cinetochilididae Moon et al. 2023(N,O) mit
  - Gattung Cinetochilides Moon et al. 2023(N)
- Familie Citrithrixidae Liu et al. 2020(N) mit
  - Gattung Citrithrix Liu et al. 2020(N) [monotypisch]
- Familie Cohnilembidae Kahl, 1933(,L,N,O,T,W)
- Familie Cryptochilidae Berger in Corliss, 1979(L,O,T,W)
  - Gattungen Biggaria Kahl, 1934(N,O,T,?W)[5] und Cryptochilum Maupas, 1883(O,T,W)
- Familie Entodiscidae Jankowksi, 1973(G,L,O,T,W)
- Familie Entorhipidiidae Madsen, 1931(L,T,W)
- Familie Glauconematidae Li, Liu, Zhang, Al-Rasheid, Chen, Song, Hines & Wang, 2024(N) mit
  - Gattung Glauconema Thompson, 1966(N) u. a.
- Familie Loxocephalidae Jankowksi, 1964(e,L,N,O,T,W)
- Familie Orchitophryidae Cépède, 1910(e,G,L,N,O,T,W)
  - Gattungen Metanophrys de Puytorac, Groliere, Roque & Detcheva, 1974,(e,G,N,O,T,W) Paranophrys Thompson & Berger, 1965(e,G,N,O,T,W)[5] u. a., inkl. Scuticociliatia sp. Acropora/ciliate 1/CHN/2009(N)[10][5]
- Familie Paralembidae Corliss & de Puytorac in Small & Lynn, 1985(e,G,L,O,T) bzw. fehlerhaft Corliss & de Puytorac in Samall & Lynn, 1985(W)
- Familie Parauronematidae Small & Lynn, 1985(e,L,N,O,T,W) mit[A. 3]
  - Gattungen Glauconema Thompson, 1966(e,T,W), Miamiensis Thompson & Moewus, 1964(N,O,T,W), Parauronema Thompson, 1967(e,O,T,W) und Potomacus Thompson, 1966(T)
- Familie Philasteridae Kahl, 1931(e,G,L,N,O,T,W) mit
  - Gattungen Philaster Fabre-Domergue, 1885(N) und Philasterides Kahl, 1931(N)[A. 3] u. a.
- Familie Pseudocohnilembidae Evans & Thompson, 1964(e,L,N,O,T,W)
- Familie Schizocaryidae Jankowksi, 1979(G,L,W)
- Familie Thigmophryidae Chatton & Lwoff, 1926(e,L,N,O,T,W)
- Familie Thyrophylacidae Bergen in Corliss, 1961(G,L,T,W)
- Familie Uronematidae Thompson, 1964(e,L,N,O,T,W)
  - Gattung Apouronema Pan & Pan, 2019(e,N)
  - Gattung Homalogastra Kahl, 1926(e,N,O,T,W)
  - Gattung Pseuduronema Hoare, 1927(T)
  - Gattung Urocyclon Song & Wilbert, 2000(O,T,W)
  - Gattung Uronema Dujardin, 1841(e,N,O,T,W)
  - Gattung Uronemella Song & Wilbert, 2002(e,N,O,T,W)
  - Gattung Uronemita Jankowski (1980)(e,N)
  - Gattung Uronemopsis Kahl, 1931(T)
  - Gattung Uropedalium Kahl, 1928(e,O,T,W)
  - Gattung Variuronema Hao etbsp;al. 2022(N)
- Familie Urozonidae Grolière, 1975(L,N,T) mit
  - Gattung Urozona Schewiakoff, 1889(N,T) [monotypisch]
- ohne Familienzuordnung (Philasterida incertae sedis)
  - Gattung Andreula Kahl, 1934(T)
  - Gattung Bizonula Corliss, 1960(T)
  - Gattung Colpodopsis Gourret & Roeser, 1888(T)
  - Gattung Cryptostomina Fedele, 1938(T)
  - Gattung Eurychilum André, 1910(T)
  - Gattung Gullmarella Fenchel, 1964(T)
  - Gattung Lembadionella Kahl, 1933(e,T)
  - Gattung Ptyssostoma Hentschel, 1927(e,G,T,W)
  - Gattung Pusilloburius Corliss, 1979(T)
  - Gattung Rhinodisculus Mansfeld, 1923(T)
  - Gattung Sertumia Tucolesco, 1962(T)

(G)G– Global Biodiversity Information Facility (GBIF)
(e)G– Encyclopedia of Life (eoL)
(N)G– National Center for Biotechnology Information (NCBI) Taxonomy Browser
(O)G– Ocean Biogeographic Information System (OBIS)
(T)G– The Taxonomicon (taxonomy.nl)
(W)L– World Register of Marine Species (WoRMS)
(L)W– Lynn (2010)
Innerhalb der Philasterida wird nach phylogenetischen Analysen eine Klade „Uronema-Paranophrys-Gruppe“ (Uronema‐Paranophrys assemblage) abgegrenzt, die folgende Familien umfasst:
- Entorhipidiidae
- Orchitophryidae (mit Paranophrys)
- Parauronematidae
- Philasteridae
- Thyrophilacidae
- Uronematidae (mit Uronema)

## Etymologie
Der Name der Ordnung stammt von der Typusgattung Philaster, deren Name sich aus dem Präfix ‚phil-‘ (von altgriechisch φίλος filos, deutsch ‚geliebt‘) und einem von altgriechisch αστέρ astér, deutsch ‚Stern‘ abgeleiteten Suffix zusammensetzt, vermutlich in Anlehnung an Seesterne; er bedeutet also wörtlich „Freund der Seesterne“, was vielleicht auf den teilweisen Kommensalismus bzw. Parasitismus dieser Wimpertierchen an Stachelhäutern hinweist, zu denen u. a. Seeigel und Seesterne gehören.